# Maghadena radama
Maghadena radama là một loài bướm đêm trong họ Noctuidae.